# Капиджич-Хаджич, Насиха
Насиха Капиджич-Хаджич (босн. Nasiha Kapidžić-Hadžić; 6 ноября 1931, Баня-Лука — 22 сентября 1995, Белград) — боснийская поэтесса, писавшая стихи для детей. Ее первая книга для детей «Маскарад в лесу» была опубликована в 1962 году.

## Биография
Насиха Капиджич-Хаджич родилась в Баня-Луке 6 декабря 1932 года, некоторые источники утверждают, что она родилась 6 ноября 1931 года. В детстве она перенесла операцию на ноге и долгое время носила гипс, который приковал ее к кровати, именно во время выздоровления она начала писать свои первые стихи.
Школьное образование получила в Бання-Луке, затем поступила на философский факультет Университета в Белграде. Какое-то время работала учителем в гимназии в Баня-Луке, затем переехала в Сараево, где была редактором в образовательной и детской программе на Радио Сараево. После этого она продолжала работать в издательской компании «Веселин Маслеша», где до выхода на пенсию работала редактором изданий для детей и молодежи.
Насиха писала а стихи для детей, поэтические и прозаические произведения, драматические тексты, рецензии и очерки по детской литературе. Ее работы были включены в ряд сборников и книг для начальной школы. Написанные ей пьесы были поставлены в радиоспектаклях и на театральной сцене.
Умерла 22 сентября 1995 года.
Место рождения Насихи Капиджича Хаджича в Баня-Луке было объявлено национальным памятником.

## Награды
- Премия 27 июля
- Премия города Сараево Шестого апреля
- Премия «Веселин Маслеша»
- Две награды от издательской компании «Svjetlost»[1][10]